# Elezioni parlamentari nelle Fær Øer del 2019
Le elezioni parlamentari nelle Fær Øer del 2019 si sono tenute il 31 agosto per il rinnovo del Løgting. 
In seguito all'esito elettorale, Bárður á Steig Nielsen, espressione del Partito dell'Unione, è divenuto Primo ministro.

## Risultati
| Liste                               | Voti   | %     | Seggi |
| ----------------------------------- | ------ | ----- | ----- |
| Partito Popolare Faroese (A)        | 8.290  | 24,54 | 8     |
| Partito dell'Uguaglianza (C)        | 7.480  | 22,14 | 7     |
| Partito dell'Unione (B)             | 6.874  | 20,35 | 7     |
| Partito Repubblicano (E)            | 6.127  | 18,14 | 6     |
| Partito di Centro (H)               | 1.815  | 5,37  | 2     |
| Partito del Progresso (F)           | 1.559  | 4,62  | 2     |
| Partito dell'Autodeterminazione (D) | 1.157  | 3,43  | 1     |
| Framtakið (K)                       | 310    | 0,92  | -     |
| Føroyaflokkurin (L)                 | 167    | 0,49  | -     |
|                                     |        |       |       |
| Totale                              | 33.779 |       | 33    |